# エッシェンバッハ光学
エッシェンバッハ光学（エッシェンバッハこうがく、ドイツ語: Eschenbach Optik）は、ドイツ連邦共和国バイエルン州ニュルンベルクに本社を構える光学機器メーカー。
日本における輸入販売は、株式会社エッシェンバッハ光学ジャパンが行う。

## 歴史
1913年に、ヨゼフ・エッシェンバッハが設立。

## 製品
ルーペ、老眼鏡を中心に双眼鏡も扱う。
ルーペの種類だけでも200種類以の製品を扱う。

## 技術

### PXM光学樹脂
独自開発をした光学樹脂で、およそ90%のルーペ製品に使用される。
透明度が高く、経年劣化による黄ばみの発生がないレンズ素材。

### ディフラクティブレンズ
光の回折を応用したルーペを製造販売することに成功する。
フレネルレンズ製ルーペに比べ、高倍率を実現し、様々な製品に使用されている。